# Scleroprocta sororcula
Scleroprocta sororcula är en tvåvingeart som först beskrevs av Zetterstedt 1851.  Scleroprocta sororcula ingår i släktet Scleroprocta och familjen småharkrankar. Arten är reproducerande i Sverige. Inga underarter finns listade i Catalogue of Life.